# The Bleeding

The Bleeding este un album al trupei Cannibal Corpse lansat în 1994 prin casa de discuri Metal Blade Records.

## Piese
1. "Staring Through the Eyes of the Dead" – 3:30
2. "Fucked with a Knife" – 2:15
3. "Stripped, Raped and Strangled" – 3:27
4. "Pulverized" – 3:35
5. "Return to Flesh" – 4:21
6. "The Pick-Axe Murders" – 3:03
7. "She was Asking for It" – 4:33
8. "The Bleeding" – 4:20
9. "Force Fed Broken Glass" – 5:02
10. "An Experiment in Homicide" – 2:36
11. "The Exorcist"